# Cophixalus rajampatensis
Espèce
Cophixalus rajampatensis est une espèce d'amphibiens de la famille des Microhylidae.

## Répartition
Cette espèce est endémique des îles Raja Ampat en Nouvelle-Guinée occidentale en Indonésie. Elle se rencontre sur Waigeo et Batanta.

## Description
Les mâles mesurent de 17,6 à 19,5 mm.

## Étymologie
Son nom d'espèce, composé de rajampat et du suffixe latin -ensis, « qui vit dans, qui habite », lui a été donné en référence au lieu de sa découverte, les îles Raja Ampat.

## Publication originale
- Günther, Richards, Tjaturadi & Krey, 2015 : Two new species of the genus Cophixalus from the Raja Ampat Islands west of New Guinea (Amphibia, Anura, Microhylidae). Zoosystematics and Evolution, vol. 92, no 2, p. 199–213 (texte intégral).